# 日々是敗北
『日々是敗北』（ひびこれはいぼく）は桑田乃梨子による日本の漫画作品（エッセイ漫画）。『コミックガム』（ワニブックス）にて2007年11月号から2009年9月号にかけて連載された。コミックスは同社のガムコミックスから刊行され、全1巻。

## 概要
作者である桑田乃梨子が日常生活の中で感じたことなどを語るエッセイ漫画。特にテーマは決まっておらず、季節の話題、不思議な体験、漫画家同士の交流、ゲーム、愛猫にょろりの話題など多岐にわたる。

## 書誌情報
桑田乃梨子 『日々是敗北』 ワニブックス〈GUM COMICS〉、2009年10月10日初版発行、ISBN 978-4-8470-3696-5